# Hajderovci
Hajderovci so naselje v občini Kozarska Dubica, Bosna in Hercegovina. 

## Deli naselja
Brdani, Hajderovci, Hajderovci Donji, Hajderovci Gornji, Radišići in Trubarski Jarak.

## Prebivalstvo
| Pregled števila prebivalcev po letih | Pregled števila prebivalcev po letih | Pregled števila prebivalcev po letih | Pregled števila prebivalcev po letih | Pregled števila prebivalcev po letih | Pregled števila prebivalcev po letih |
| ------------------------------------ | ------------------------------------ | ------------------------------------ | ------------------------------------ | ------------------------------------ | ------------------------------------ |
| 1948                                 | 1953                                 | 1961                                 | 1971                                 | 1981                                 | 1991                                 |
| -                                    | -                                    | -                                    | 129                                  | 93                                   | 81                                   |

| Narodna sestava prebivalstva po letih                                                                                      | Narodna sestava prebivalstva po letih                                                                                    | Narodna sestava prebivalstva po letih                                                                                  |
| --- | --- | --- |
| 1971 | 1981 | 1991 |
| . skupaj: 129 Srbi 128 (99,22 %) Hrvati 0 (0,00 %) Muslimani 0 (0,00 %) Jugoslovani 0 (0,00 %) drugi in neznano 1 (0,77 %) | . skupaj: 93 Srbi 91 (97,84 %) Hrvati 0 (0,00 %) Muslimani 0 (0,00 %) Jugoslovani 2 (2,15 %) drugi in neznano 0 (0,00 %) | . skupaj: 81 Srbi 81 (100 %) Hrvati 0 (0,00 %) Muslimani 0 (0,00 %) Jugoslovani 0 (0,00 %) drugi in neznano 0 (0,00 %) |